# Bjerkandera
Bjerkandera is een geslacht van schimmels dat tot de familie Phanerochaetaceae behoort. Het geslacht omvat onder andere twee soorten, die in de noordelijke gematigde streken voorkomen.

## Soorten
Volgens Index Fungorum telt het geslacht 13 soorten, namelijk (peildatum augustus 2023):
| Soortnaam                               | Auteur(s)                                  | Publicatiejaar |
| --------------------------------------- | ------------------------------------------ | -------------- |
| Bjerkandera adusta (Grijze buisjeszwam) | (Willd.) P. Karst.                         | 1879           |
| Bjerkandera albocinerea                 | Motato-Vásq., Robledo & Gugliotta          | 2020           |
| Bjerkandera atroalba                    | (Rick) Westph. & Tomšovský                 | 2015           |
| Bjerkandera carnegieae                  | (D.V. Baxter) Robledo, Nakasone & B. Ortiz | 2021           |
| Bjerkandera centroamericana             | Kout, Westph. & Tomšovský                  | 2015           |
| Bjerkandera ecuadorensis                | Y.C. Dai, Chao G. Wang & Vlasák            | 2021           |
| Bjerkandera fulgida                     | Y.C. Dai & Chao G. Wang                    | 2021           |
| Bjerkandera fumosa (Rookzwam)           | (Pers.) P. Karst.                          | 1879           |
| Bjerkandera mikrofumosa                 | Ryvarden                                   | 2016           |
| Bjerkandera minispora                   | Y.C. Dai & Chao G. Wang                    | 2021           |
| Bjerkandera resupinata                  | Y.C. Dai & Chao G. Wang                    | 2021           |
| Bjerkandera subsimulans                 | Murrill                                    | 1907           |
| Bjerkandera terebrans                   | (Berk. & M.A. Curtis) Murrill              | 1907           |